# Frăsinet (Teleorman)
Frăsinet is een Roemeense gemeente in het district Teleorman.
Frăsinet telt 2898 inwoners.